# Erdővég
Erdővég (szerbül Ердевик / Erdevik) falu Szerbiában, a Vajdaságban, a Szerémségi körzetben, Sid községben.

## Fekvése
A Szerémségben, a horvát határtól 6 km-re, Újlaktól délre, Liba és Bingula között fekvő település.

## Története
1910-ben 5028 lakosából 722 magyar, 1476 német, 1045 szlovák és 1309 szerb volt. Ebből 2497 fő római katolikus, 1056 evangélikus, 1410 görögkeleti ortodox volt.
A trianoni békeszerződés előtt Szerém vármegye Újlaki járásához tartozott.

## Népesség

### Demográfiai változások
| 1948 | 1953 | 1961 | 1971 | 1981 | 1991 | 2002 | 2011 |
| ---- | ---- | ---- | ---- | ---- | ---- | ---- | ---- |
| 3863 | 4076 | 4499 | 4177 | 3758 | 3427 | 3316 | 2736 |